# Akash Nandy
Akash Neil Nandy (ur. 10 stycznia 1997) – malezyjski kierowca wyścigowy.

## Kariera

### Serie azjatyckie
Nandy rozpoczął karierę w jednomiejscowych samochodach wyścigowych w 2011 roku od startów w JK Racing Asia Series, gdzie trzykrotnie stawał na podium. Z dorobkiem 91 punktów uplasował się na siódmej pozycji w klasyfikacji generalnej. Rok później w tej samej serii był ósmy. W 2012 roku został również sklasyfikowany na dwunastym miejscu w Formule Pilota China. W sezonie 2013 Malezyjczyk poświęcił się głównie startom w Formula Masters China Series, gdzie odniósł cztery zwycięstwa i dziesięciokrotnie stawał na podium. Dorobek 163 punktów pozwolił mu stanąć na najniższym stopniu podium klasyfikacji generalnej. W niezaliczanym do klasyfikacji wyścigu Grand Prix Makau odniósł zwycięstwo. W tym samym roku był także ósmy w końcowej klasyfikacji sezonu Asian Le Mans Series.

### Formuła Renault 2.0
Na sezon 2014 Malezyjczyk podpisał kontrakt z francuską ekipą Tech 1 Racing na starty w Alpejskiej Formule Renault 2.0. W ciągu czternastu wyścigów, w których wystartował, uzbierał łącznie 35 punktów. Dało mu to trzynaste miejsce w końcowej klasyfikacji kierowców. Wystartował również gościnnie podczas belgijskiej rundy Europejskiego Pucharu Formuły Renault 2.0. W obu wyścigach osiągnął linię mety na 25 pozycji.

## Wyniki

### GP3
| Legenda oznaczeń w tabelach wyników Wyświetl szablon na nowej stronie | Legenda oznaczeń w tabelach wyników Wyświetl szablon na nowej stronie                                                                     |
| Oznaczenie                                                            | Wyjaśnienie |
| --------------------------------------------------------------------- | --- |
| Złoty                                                                 | Zwycięzca lub mistrzostwo |
| Srebrny                                                               | 2. miejsce lub wicemistrzostwo |
| Brązowy                                                               | 3. miejsce lub II wicemistrzostwo |
| Zielony                                                               | Ukończył, punktował (w klasyfikacji generalnej, gdy zdobył co najmniej jeden punkt na przestrzeni sezonu, poza trzema powyższymi opcjami) |
| Niebieski                                                             | Ukończył, nie punktował (w klasyfikacji generalnej, gdy nie zdobył co najmniej jednego punktu na przestrzeni sezonu)                      |
| Czerwony                                                              | Nie zakwalifikował się (NZ) |
| Czerwony                                                              | Nie prekwalifikował się (NPK) |
| Różowy                                                                | Nie ukończył (NU) |
| Różowy                                                                | Niesklasyfikowany (NS) (w klasyfikacji generalnej, gdy nie został sklasyfikowany w żadnym wyścigu sezonu)                                 |
| Czarny                                                                | Zdyskwalifikowany (DK) |
| Czarny                                                                | Wykluczony (WYK/EX) |
| Biały                                                                 | Nie wystartował (NW) |
| Biały                                                                 | Kontuzjowany (K/INJ) |
| Biały                                                                 | Wyścig odwołany (OD/C) |
| Bez koloru                                                            | Został wycofany (WYC/WD) |
| Bez koloru                                                            | Nie przybył (NP/DNA) |
| Bez koloru                                                            | Nie brał udziału w treningach (NT/DNP) |
| Bez koloru                                                            | Nie został zgłoszony (–) |
| Pogrubienie                                                           | Start z pole position |
| Kursywa                                                               | Najszybsze okrążenie wyścigu |
| †                                                                     | Nie ukończył, ale jego rezultat został zaliczony ze względu na przejechanie więcej niż 90% dystansu wyścigu.                              |
| *                                                                     | Sezon w trakcie |
| 1/2/3                                                                 | Punktowana pozycja w sprincie |
| Lista systemów punktacji Formuły 1                                    | |

| Rok  | Zespół            | Wyniki w poszczególnych eliminacjach | Wyniki w poszczególnych eliminacjach | Wyniki w poszczególnych eliminacjach | Wyniki w poszczególnych eliminacjach | Wyniki w poszczególnych eliminacjach | Wyniki w poszczególnych eliminacjach | Wyniki w poszczególnych eliminacjach | Wyniki w poszczególnych eliminacjach | Wyniki w poszczególnych eliminacjach | Wyniki w poszczególnych eliminacjach | Wyniki w poszczególnych eliminacjach | Wyniki w poszczególnych eliminacjach | Wyniki w poszczególnych eliminacjach | Wyniki w poszczególnych eliminacjach | Wyniki w poszczególnych eliminacjach | Wyniki w poszczególnych eliminacjach | Wyniki w poszczególnych eliminacjach | Wyniki w poszczególnych eliminacjach | Punkty | Pozycja |
| ---- | ----------------- | ------------------------------------ | ------------------------------------ | ------------------------------------ | ------------------------------------ | ------------------------------------ | ------------------------------------ | ------------------------------------ | ------------------------------------ | ------------------------------------ | ------------------------------------ | ------------------------------------ | ------------------------------------ | ------------------------------------ | ------------------------------------ | ------------------------------------ | ------------------------------------ | ------------------------------------ | ------------------------------------ | ------ | ------- |
| 2016 | Jenzer Motorsport | ESP                                  | ESP                                  | AUT                                  | AUT                                  | GBR                                  | GBR                                  | HUN                                  | HUN                                  | GER                                  | GER                                  | BEL                                  | BEL                                  | ITA                                  | ITA                                  | MAL                                  | MAL                                  | ARE                                  | ARE                                  | 0      | 24      |
| 2016 | Jenzer Motorsport | 21                                   | 23                                   | 12                                   | NU                                   | 19                                   | 21                                   | 17                                   | NU                                   | 13                                   | 16                                   | 16                                   | 13                                   | 15                                   | 18                                   | NU                                   | 18                                   | 13                                   | 13                                   | 0      | 24      |